# Laurentius Hispanus
Laurentius Hispanus, o Lorenzo Ispano o Lorenzo di Spagna (verso il 1180 – Galizia, 15 dicembre 1248) è stato un vescovo cattolico e giurista spagnolo.
È stato un importante studioso di diritto canonico medioevale e vescovo di Orense, in Galizia.

## Biografia
Dal 1200 studiò diritto canonico con Johannes Galensis e il diritto romano dalla scuola di Azzone all'Università di Bologna, allievo del canonista Bartholomaeus Brixiensis, conseguendo il suo dottorato. Tra i suoi allievi vi erano Tancredi da Bologna e forse anche Sinibaldo Fieschi, poi divenuto papa Innocenzo IV. Al più tardi nel 1214 fu Magister scholarum a Orense, nella Spagna nord-occidentale, dove fu eletto vescovo nel 1218.
Laurentius Hispanus scrisse tra il 1210 e il 1214 un ampio commento sul Decretum Gratiani, molto utilizzato poi da Johannes Teutonicus. Inoltre, ha commentato la Compilatio III delle Quinque Compilationes Antiquae Decretalium e scrisse commentari sulla Compilatio I e II.

## Opere
- Raccolta commenti per il Decretum Gratiani
- Commentario Glosse del Compilatio III
- Glossa del Compilatio I
- Glossa del Compilatio II
- Glossa per il Tractatus de paenitentia